# Proprietærgårde på Bornholm
Proprietærgårde på Bornholm. Herregårde findes ikke på Bornholm.
Før kommunalreformen i 1970 bestod amtet af 4 herreder:

## Bornholms Vester Herred
Tekst mangler, hjælp os med at skrive teksten

## Bornholms Nørre Herred
Store Hallegård, Olsker,12 tdr hartkorn 

## Bornholms Sønder Herred
Tekst mangler, hjælp os med at skrive teksten

## Bornholms Øster Herred
De største gårde er proprietærgårdene: Lehnsgård er en af Bornholms største. Den har – som de andre proprietærgårde – ikke nummer i gårdregistreringen fra 1616. Gårdene med registreringsnumre er enten frigårde eller vornedegårde.
Begrebet proprietærgårde kommer ikke af jordtilliggende, men af at de har været ejet af indflydelsesrige familier ved matriklens oprettelse. Disse gårde var fritaget fra jordskatter og havde fæstebønder. Disse ejendomsbetingede rettigheder ophøre endeligt i år 1772 med en ny arvelov. 
Kun få af de bornholmske proprietærgårde har været ejet af kongelig anerkendt adel. Ancher Anthoni Müller (Vallensgård) har 206 tdr. hartkorn og hermed søgte han  5. juli 1694 kongen om tilladelse til heraf at oprette en fri adelig sædegaard. Müller modtog afslag grundet på, at alle Bornholmere havde sær Frihed i Kraft af Privilegierne fra 1658.
Iflg. Zarthmann er de 18(17) oprindelige gårde med angivelse af hartkornsats fra 1671. 
- Skovsholm, Ibsker, 12 tdr hartkorn
- Kaasegård,Ibsker, 12 tdr hartkorn
- Thygegård (Skovsholm),Ibsker, 3 tdr hartkorn
- Vellensgård, Nyker, 12 tdr hartkorn
- Eskesgård, Pedersker, 12 tdr hartkorn
- Kyndegård, Nyker, 12 tdr hartkorn
- Blykobbegård, Nyker, 6 tdr hartkorn
- Baggegård, Hasle, 12 tdr hartkorn
- Myregård, Åker, 12 tdr hartkorn
- Almegård, Knudsker, 8 tdr hartkorn (Sammenlagt med 26 slg. herfor ser dette slg. nr. også)
- Gadebygård & Halsegård, Østermarie, 12 tdr hartkorn (altid privat ejet)
- Simblegård, Klemensker, 27 tdr hartkorn (Sammenlagt med 53 slg. herfor ser dette slg. nr. også)
- Vallensgård, Åker, 18 tdr hartkorn (Kaldes adelsgården af Zarthmann)
- Lehnsgård, Østerlars,18 tdr hartkorn
- Store Hallegård, Olsker, 12 tdr hartkorn
- Kannikegård, Åker, 12 tdr hartkorn
- Kannikegård Bodilsker bliver tildelt 12 tdr hartkorn, men har mistet sit proprietærgårdsnavn da den på tidspunktet er i kongens eje.

Herudover kan det diskuteres om Kofoedegård, Østermarie, Maglegård, Østermarie, Halsegård, Østermarie ikke burde være i denne gruppe.
I 1773 bliver følgende nu 14 "frimænd" endeligt frataget deres rettigheder. Det skal bemærkes at de kræver deres ret udelukkende på baggrund af gårdens ret, ikke deres arveret,
- Gadebygård, Østermarie, Peder Torkelsen
- Kofoedegård, Østermarie, Jørgen Kofoed
- Halsegård, Østermarie, Peder Andersen
- Skovsholm, Ibsker, Povl Kofoed
- Kaasegård, Ibsker, Mogens Sommer
- Kannikegård, Aaker, Herman Müller
- Eskesgård, Pedersker, Mads Kofoed
- Vallansgård, Aaker, Peter Rasch Dam
- Almegård, Knudsker, Alexander Kofoed
- Vællensgård, Nyker, Peder Hansen
- Kyndegård, Nyker, Andreas Peder Rasch
- Blykobbegård, Nyker, Peder Hansen
- Baggegård, Klemensker, Andreas Kofoed
- Store Hallegård, Olsker, Christen Hansen

Det skal bemærkes at hartkorn på Bornholm blev anslået forskelligt fra det øvrige Danmark.